# Tino Pietrogiovanna
Tino Pietrogiovanna (* 19. Dezember 1950 in Santa Caterina Valfurva) ist ein ehemaliger italienischer Skirennläufer und späterer italienischer Skinationaltrainer. 

## Biografie
Pietrogiovanna war in der ersten Hälfte der 1970er Jahre Mitglied der italienischen Skinationalmannschaft. Er ging im Weltcup in den technischen Disziplinen an den Start. Die ersten Punkte in einem Weltcuprennen holte er am 17. Dezember 1972 als Sechster des Slaloms im heimischen Madonna di Campiglio. Am 23. März 1973 stand er beim Slalom von Heavenly Valley als Dritter zum ersten Mal auf dem Siegerpodest. Ein zweiter Podestplatz (Platz 3) gelang ihm am 18. Dezember 1974 beim Riesenslalom der 3-Tre-Rennen von Madonna di Campiglio. 
Sein Name ist verbunden mit der sogenannten Valanga azzurra, als beim Riesenslalom von Berchtesgaden am 7. Januar 1974 zum einzigen Mal in der Geschichte des Weltcups fünf italienische Skiläufer (Piero Gros, Gustav Thöni, Erwin Stricker, Helmuth Schmalzl und Tino Pietrogiovanna) die ersten Plätze belegten. Teilnahmen an Weltmeisterschaften blieben ihm wegen der starken Konkurrenz im eigenen Team verwehrt. Am Ende seiner aktiven Karriere standen zehn Platzierungen unter den besten zehn. 
Nach seinem Rücktritt wurde er Skitrainer. Von 1978 bis 1982 trainierte er die Herrenmannschaft am Comitato Alpi Centrali. Von 1982 bis 1989 war er Slalom- und Riesenslalomtrainer der italienischen Skinationalmannschaft der Männer und führte unter anderem Alberto Tomba an die Weltspitze. Danach betreute er zwischen 1989 und 1999 Deborah Compagnoni (bis 1994 in Teilzeit). Von 1999 bis 2005 war er Technischer Direktor der italienischen Skinationalmannschaft der Frauen.

## Erfolge
- 10 Platzierungen unter den besten zehn im Weltcup, davon zwei Podestplätze